# تشاسلاف
تشاسلاف (بالتشيكية: Čáslav )‏ هي، في التشيك، تتبع مقاطعة كوتنا هورا، بلغ عدد سكانها 10,192  نسمة في 2014، تبلغ مساحتها 26.46 كيلومتر مربع، رمزها البريدي هو 286 01.

## الموقع
تشترك في الحدود مع:
- Církvice (Kutná Hora District) [الإنجليزية]‏[5]
- Vrdy [الإنجليزية]‏[6]
- Močovice [الإنجليزية]‏[7]
- Drobovice [الإنجليزية]‏[8]
- Krchleby (Kutná Hora District) [الإنجليزية]‏[9]
- Vlačice [الإنجليزية]‏[10]
- Žáky [الإنجليزية]‏[11]
- Žleby [الإنجليزية]‏[12]
- Třebešice (Kutná Hora District) [الإنجليزية]‏[13]
- Chotusice [الإنجليزية]‏[14]
- Tupadly (Kutná Hora District) [الإنجليزية]‏.[15]

## أعلام
- دافيد ياروليم
- كارل ياروليم
- جوسيف سفوبودا
- ميلوش فورمان
- بيتر جاندا